# فاضل عبد المجيد رضا
فاضل عبد المجيد رضا (1 يوليو 1935) هو مهاجم كرة قدم عراقي سابق لعب للعراق في دورة الألعاب العربية 1957. سجل هدفا في مرمى ليبيا.

## إحصائيات المهنة

### الأهداف الدولية
| ت  | التاريخ        | المكان               | الخصم | الأهداف | النتيجة | المسابقة                  |
| -- | -------------- | -------------------- | ----- | ------- | ------- | ------------------------- |
| 1. | 23 أكتوبر 1957 | الملعب الوطني بطهران | ليبيا | 3-1     | 3-1     | 1957 دورة الألعاب العربية |